# Boter (film)
Boter je film iz leta 1972, ki je nastal na podlagi romana Boter Maria Puza. Režiral ga je Francis Ford Coppola, scenarij pa sta prispevala tako Puzo kot Coppola. Film je bil nominiran za 8 oskarjev, prejel jih je 3. Sledila sta še filma Boter 2 in Boter 3.
Saga pripoveduje o mafijski družini, katere začetnik in vodja je Don Vito Corleone, njegov naslednik pa sin Michael Corleone. Britanska revija Magazine je po oceni 10.000 režiserjev, scenaristov, producentov in gledalcev, film proglasila za najboljši film vseh časov.

## Vsebina
Pozno poleti leta 1945 se Corleonova hči Connie moži z Carlom Rizzem. Vito, vodja mafijske družine in Tom Hagen, njegov odvetnik pa medtem sprejemata dobre želje in darila prijateljev in njunih družabnikov v čast njegovi hčeri. Medtem se iz vojske vrne njegov najmlajši sin Michael, ki postane junak druge svetovne vojne. Svojemu dekletu zaupa kriminalno preteklost svojega očeta. Na poroko naj bi prišel tudi slavni pevec Johnny Fontane, kateremu je boter ravno Vito, a mu Jack Woltz, šef glasbenega studia, tega ne pusti. Johhny vendarle pride na poroko in botra prosi za novo uslugo. Želi si igrati v glavni vlogi pri Woltzovem novem filmu, a Woltz nad tem ni niti malo navdušen. Vito pošlje Hagena v Los Angeles da bi Woltza pri svoji odločitvi omehčal, a ker mu ne uspe se zjutraj zbudi z odsekano glavo svojega dirkaškega konja na svoji postelji. Woltz se vda.
Ko se Hagen vrne se Corleone sreča z Sollozzom iz rivalske družine Tattaglia. Vita prosi za finančno in politično zaščito pri tihotapljenju heroina vendar ga kljub velikemu bogastvu zavrne češ da to lahko ogrozi njegovo politično kariero.
Kmalu potem ko ga Corlene zavrne ga večkrat ustrelijo in sploh ne vedo ali je preživel. Medtem pa Sollozzo in Tattaglia ubijejo Luca Brasija in naprtijo umor Hagenu. Michael, ki ga ostali člani smatrajo za civilista saj ne sodeluje v mafijskih poslih obišče očeta v bolnišnici in zgrožen ugotovi da ga nihče ne ščiti. Ker je Vito ogrožen ga prestavi v drugo sobo sam pa začne stražiti od zunaj. Pomaga mu pek Enzo, ki v znak spoštovanja do Vita ustreli Sollozzove može, zato Sollozzo zahteva srečanje s Corleonejevimi. Michael pa se opogumi in ubije Sollozza in skorumpiranega McCluskeya saj naj bi to bilo dobro za njihovo družino. Zaradi lastne varnosti ga pošljejo na Sicilijo, medtem pa se družina Corleone pripravlja na spopad z ostalimi petimi družinami.
Spet v New Yorku, Vito se vrne iz bolnišnice in se sreča z vsemi petimi družinami. Z njimi sklene premirje in jih podpre pri tihotapljenju in prekupčevanju heroina samo zato da bi se Michael lahko vrnil iz Sicilije. Ko mu zagotovijo varnost se Michael po skoraj letu dni vrne in prevzame vse posle. Michael se odloči da bo odslej svoje mafijske operacije opravljal v Nevadi, njegova desna roka pa postane sestrin mož Carlo. V Las Vegasu v kazinoju se sreča s Fredom in Johhnyjem Fontano da bi sklenili pogodbo o dolgoročnem vodenju hotela.
Ko se Michael vrne domov se z očetom pogovorita o njegovih pričakovanjih glede poslov. Pove mu da ima družina veliko sovražnikov in da ga bodo poskušali ubiti. Kar pa si za sina ni želel saj je hotel da bi postal guverner ali senator. Vito pa medtem na vrtu kjer se je igral z vnukom umre. Michael pa naroči umore vseh petih šefov družin. Na koncu Clemenza Michaelu poljubi roko in ga krsti za "Don Corleoneja".

## Igralska zasedba
- Marlon Brando kot don Vito Corleone: "Alfa in Omega" ter šef mafijske družine Corleone
- Al Pacino kot Michael Corleone: najmlajši sin, vojni junak, kasneje prevzame vse posle
- James Caan kot  Santino »Sonny« Corleone: najstarejši otrok v družini, drugi šef takoj za očetom
- Robert Duvall kot  Tom Hagen: "posvojeni sin" ter odvetnik in svetovalec družine
- Diane Keaton kot  Kay Adams: Michaelovo dekle, žena in mati njegovih otrok
- John Cazale kot Fredo Corleone: srednji sin, ne preveč bister in najbolj šibek člen
- Talia Shire kot Constanzia »Connie« Corleone: edina hči, poročena z Carlom Rizzijem
- Morgana King kot  Carmella Corleone: Vitova žena in mati vseh otrok
- Julie Gregg kot  Sandra Corleone: Sonnyeva žena